# Sint-Egidiuskerk (Sint-Gillis-Waas)

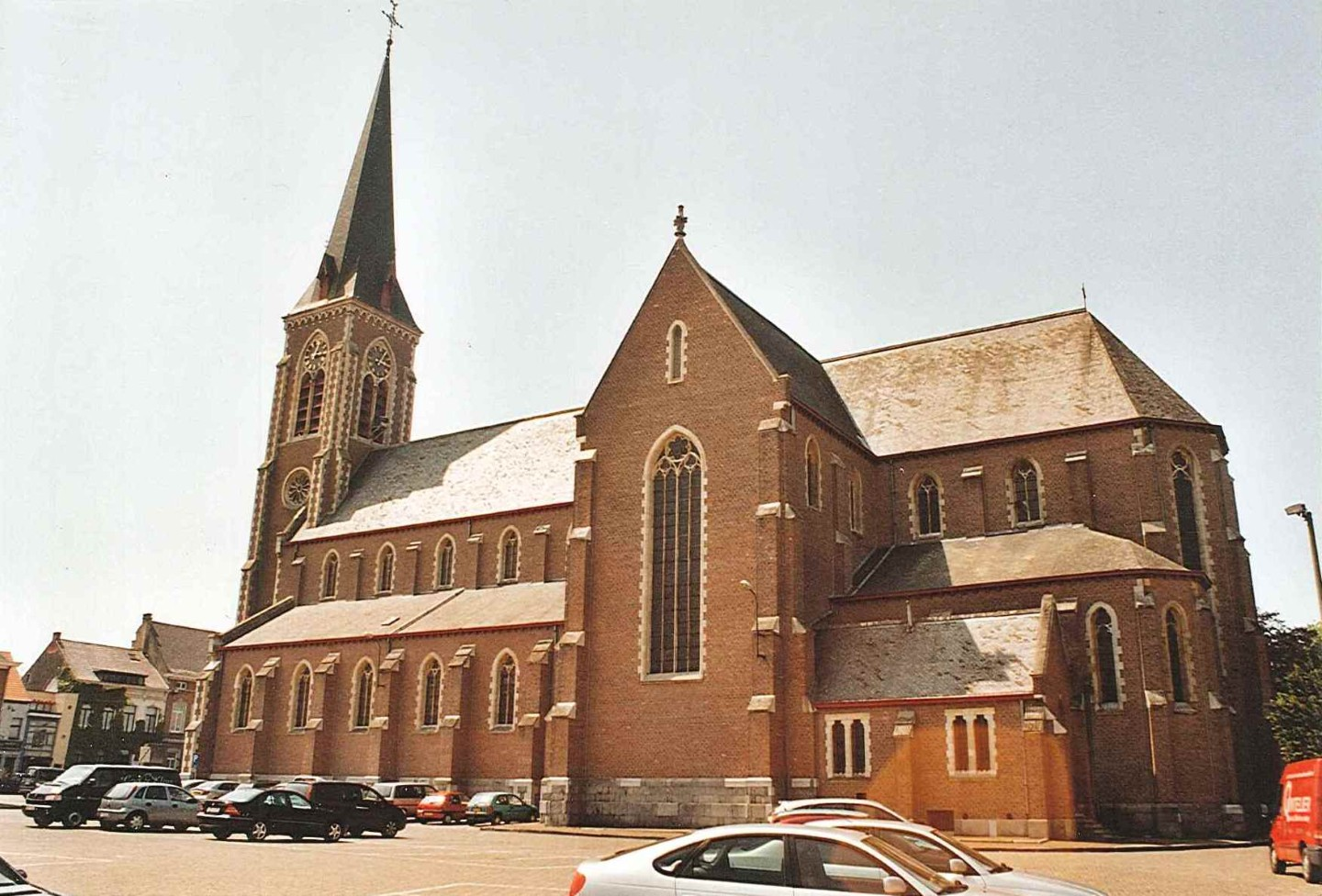
Sint-Egidiuskerk

De Sint-Egidiuskerk is de parochiekerk van de Oost-Vlaamse plaats Sint-Gillis-Waas, gelegen aan de Kerkstraat 23.

## Geschiedenis
In 1239 werd voor het eerst melding gemaakt van een kerkgebouw. Einde 16e eeuw werd deze kerk tijdens de godsdiensttwisten zwaar beschadigd en in 1606 werd een deel ervan opnieuw ingewijd.
De kerk raakte tijdens de 19e eeuw in verval en werd ook te klein. Hij werd gesloopt en van 1873-1876 werd een nieuwe kerk gebouwd naar ontwerp van E. de Perre-Montigny. In 1887 werd de torenspits gebouwd.
De kerk werd in 2019 en 2020 gerenoveerd. Ze renoveerden de daken, gevels en glasramen.

## Gebouw
Het betreft een driebeukige bakstenen basilicale kruiskerk in neogotische stijl. De kerk is naar het noordoosten georiënteerd, zodat de voorgevel evenwijdig aan de straat ligt. De kerk heeft een voorgebouwde toren op vierkante plattegrond.

## Interieur
Het interieur is overkluisd door kruisribgewelven. Tot de schilderijen behooren: Genezing van de lamme (17e eeuw); Vermenigvuldiging der broden (17e eeuw), naar Otto Venius; Sint-Rochus en Sint-Rochus geneest de pestlijders (1638-1640) en: De marteldood van Sint-Sebastiaan (1640) door Nicolas de Liemaeckere.
Het kerkmeubilair omvat een orgelkast van 1652; twee biechtstoelen waaronder één in barokstijl (1744-1745); kerkmeestersbanken (1772, 1776) en preekstoel (1787). Verder veel neogotisch meubilair, waaronder het hoofdaltaar en de zijaltaren.

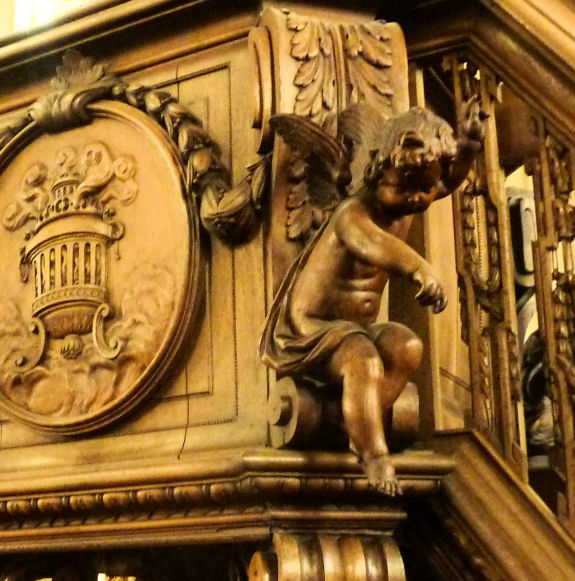
Snijwerk op de preekstoel, 18de eeuw
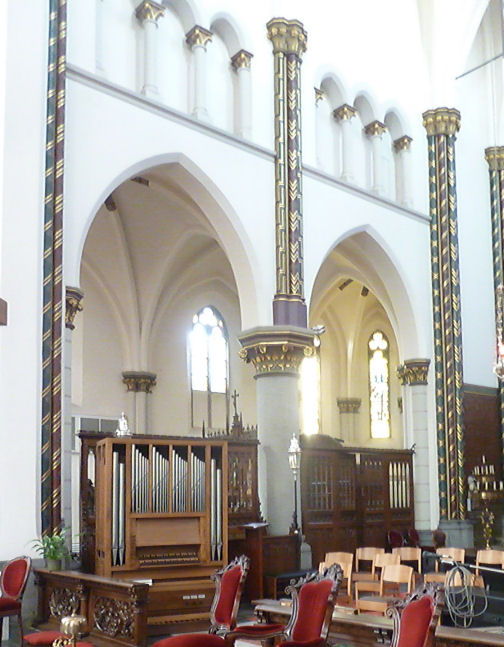
Neo Gotisch Hoogkoor
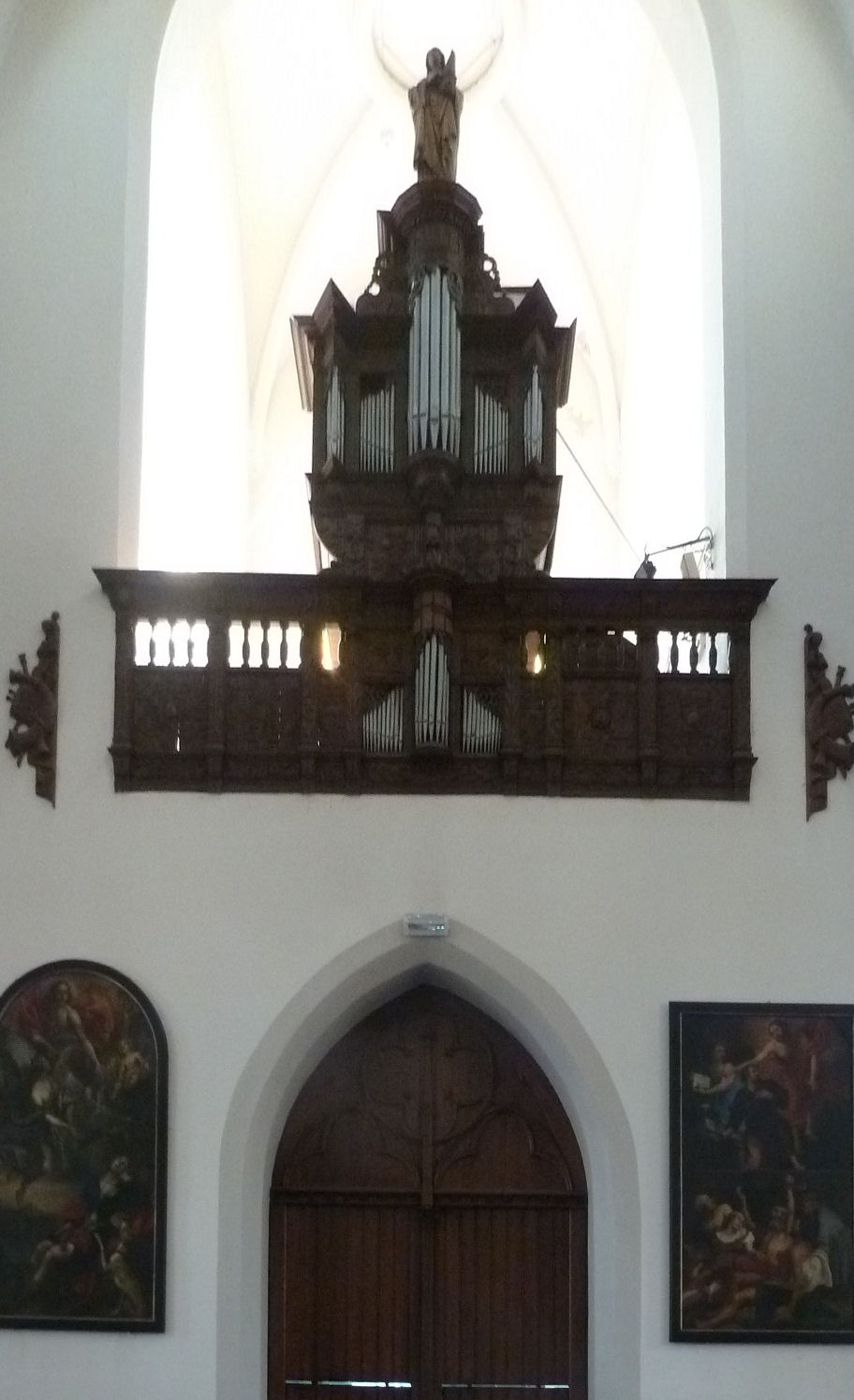
Orgelkast, 17de eeuw